# 소두증

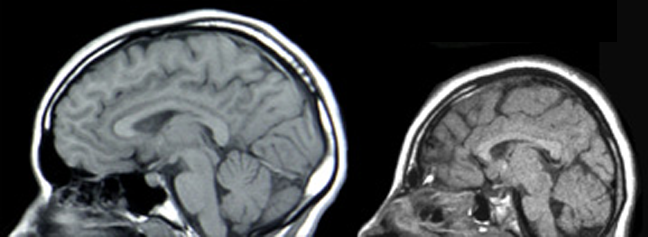
소두증이 있는 두개골(오른쪽)과 정상 두개골(왼쪽)의 신경 스캔

소두증(小頭症, 영어: microcephaly) 또는 작은머리증(-症)은 신경 발달 장애의 하나이며, 중요한 신경계장애의 징후이나, 정해진 정의는 없다. 소두증은 통상 머리둘레가 나이와 성별의 평균에 비해 2표준편차 이상 낮은 경우로 정의한다. 일부에서는 나이와 성별의 평균에 비해 머리 둘레가 3표준편차 미만인 경우로 정의하는 것을 옹호하기도 한다.

## 같이 보기
- 무뇌증
- 지카 바이러스(ZIKV)
- 길랭-바레 증후군